# Francisco de la Lastra
Francisco de la Lastra y de la Sotta (4 tháng 10 năm 1777 - 13 tháng 5 năm 1852) là một tướng lĩnh và Giám quan tối cao đầu tiên của Chile (1814).
Ông được sinh ra ở Santiago de Chile, con trai của Antonio de la Lastra Cortés và María de la Sotta y Aguila. Lúc còn trẻ, ông đã được gửi đến Tây Ban Nha để học tập, và phục vụ trong Hải quân Hoàng gia Tây Ban Nha, được thăng trung úy hải quân vào năm 1803, và vẫn còn giữ hàm này cho đến 1807. Ông trở lại Chile vào năm 1811. Sau khi về nước, ông đã nắm giữ các nhiệm vụ khác nhau trong quân đội, gia nhập quân đội cách mạng, và được bổ nhiệm thống đốc chính trị và quân sự của Valparaiso. Ông đã tổ chức ở cảng đó lực lượng quân dự bị hải quân và dân quân, và cũng đã thành lập kho vũ khí quốc phòng của lực lượng này.